# Christian Zuber
Pour les articles homonymes, voir Zuber.
Ne doit pas être confondu avec Christian Zübert.
Christian Zuber, né le 19 février 1930 à Mulhouse et mort le 23 juillet 2005 à Villejuif d'un cancer, est un documentariste animalier, journaliste, écrivain, producteur, conférencier. Il est connu du grand public grâce à ses émissions Caméra au poing diffusées à la télévision de 1972 à 1981 et à ses conférences à Connaissance du Monde. Il est l'un des pionniers de la protection de la nature et de l'environnement.

## Biographie

### Famille
Issu d’une grande famille protestante du pays de Gex qui, sous Louis XV, préfère l’exil à l’abjuration avant de revenir s’installer en France à la Révolution, Christian Zuber fait partie des 1 200 descendants de Jean Monod (1765-1836) : une famille dont de nombreux membres ont acquis une certaine notoriété dans des domaines aussi divers que la médecine, les arts, l’université, la banque ou la religion. Théodore Monod, Jérôme Monod, Jean-Luc Godard, Clara Dupont-Monod et Jean-Noël Jeanneney sont des cousins éloignés.

### Enfance
Il est le fils de Paul-René Zuber et de Christiane Monod. Il est l'aîné de sept enfants (quatre sœurs : Stéphane, Primerose, Pervenche et Nigelle, et deux frères : Pascal et Yann). Il passe son enfance en Alsace[réf. nécessaire].
Sa famille s'installe à Meknès au Maroc durant la Seconde Guerre mondiale. Il est élève au lycée Gouraud de Rabat.
Il découvre sa passion pour les animaux auprès d'un oiseleur de Meknès.
De retour en France, il poursuit ses études au Collège Cévenol (Le Chambon-sur-Lignon), au lycée Bartholdi de Colmar puis à Audincourt, près de Montbéliard. Là, il subit un grave accident (il passe sous un train) le 28 octobre 1949. Lors de son long séjour à l'hôpital, il fait le serment de changer d'existence et de profiter de la vie en parcourant le monde.
Il est bachelier.

### Vie professionnelle

#### Photographe-reporter
Il s'intéresse très tôt à la photographie, fait ses premiers clichés du Docteur Schweitzer de passage à Colmar puis enchaîne les reportages pendant son service militaire au 1er régiment de chasseurs d'Afrique au Maroc. Après un court passage à la Lloyd's de Londres comme agent d'assurance, il passe le concours de l'Éducation nationale, service de la jeunesse et des sports du Maroc (1954-1960),, où il s'occupe de jeunes délinquants et fait des tournages au cours desquels il rencontre Pierre Lousteau qui travaille au Centre cinématographique marocain.
Durant les années 1954-1955, il fait la connaissance à Rabat des correspondants de Paris Match, de Life, de Black Star (en), nombreux pour le retour du sultan exilé et photographie Mohammed V à la mosquée. Il rencontre Jacques Paoli, journaliste à la radio et grand amateur de jazz, fait pour lui l'interview de Marcel Isy-Schwart, conférencier de Connaissance du Monde. Christian Zuber décide alors de quitter l'Éducation nationale et de préparer une grande expédition.

#### «Découvreur»

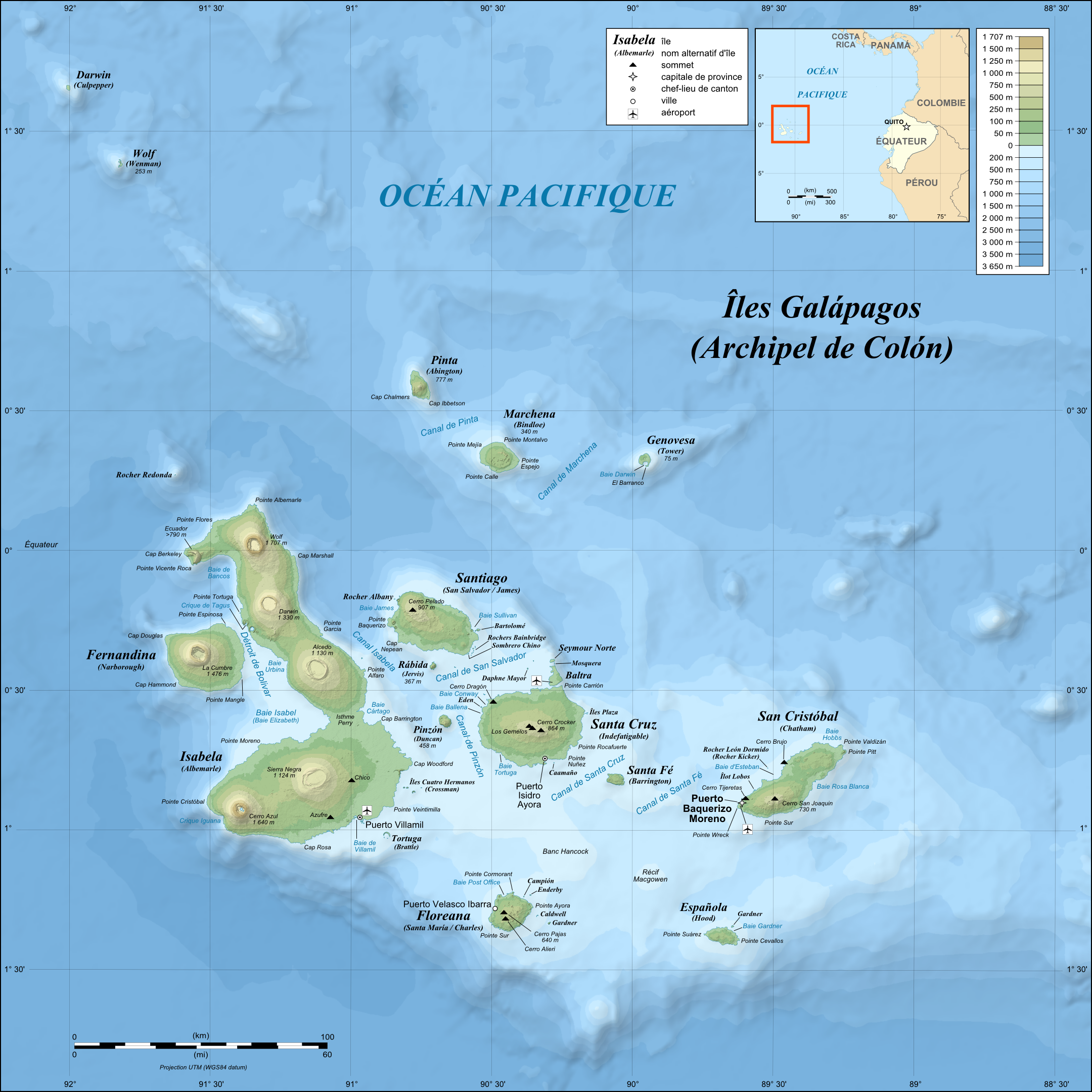
Carte topographique des Iles Galapagos.

Il prépare son voyage aux Galápagos. D'autres rencontres seront déterminantes : Jean Dorst l'initie à la faune de cet archipel, Peter Scott lui fait connaître le WWF, Éric Schlumberger l'introduit dans le Tout-Paris, Louise de Vilmorin l'incite à s'engager sans concession dans la protection de la nature, Yves Coppens lui propose de filmer son expédition dans la vallée de l'Omo. Parti seul aux Galápagos en 1959, il travaille ensuite en équipe avec Bruno Barbey, photographe rencontré au Maroc, Michel Laubreaux, spécialiste de la plongée et technicien du cinéma sous-marin, Pierre Lousteau et les professionnels du WWF.

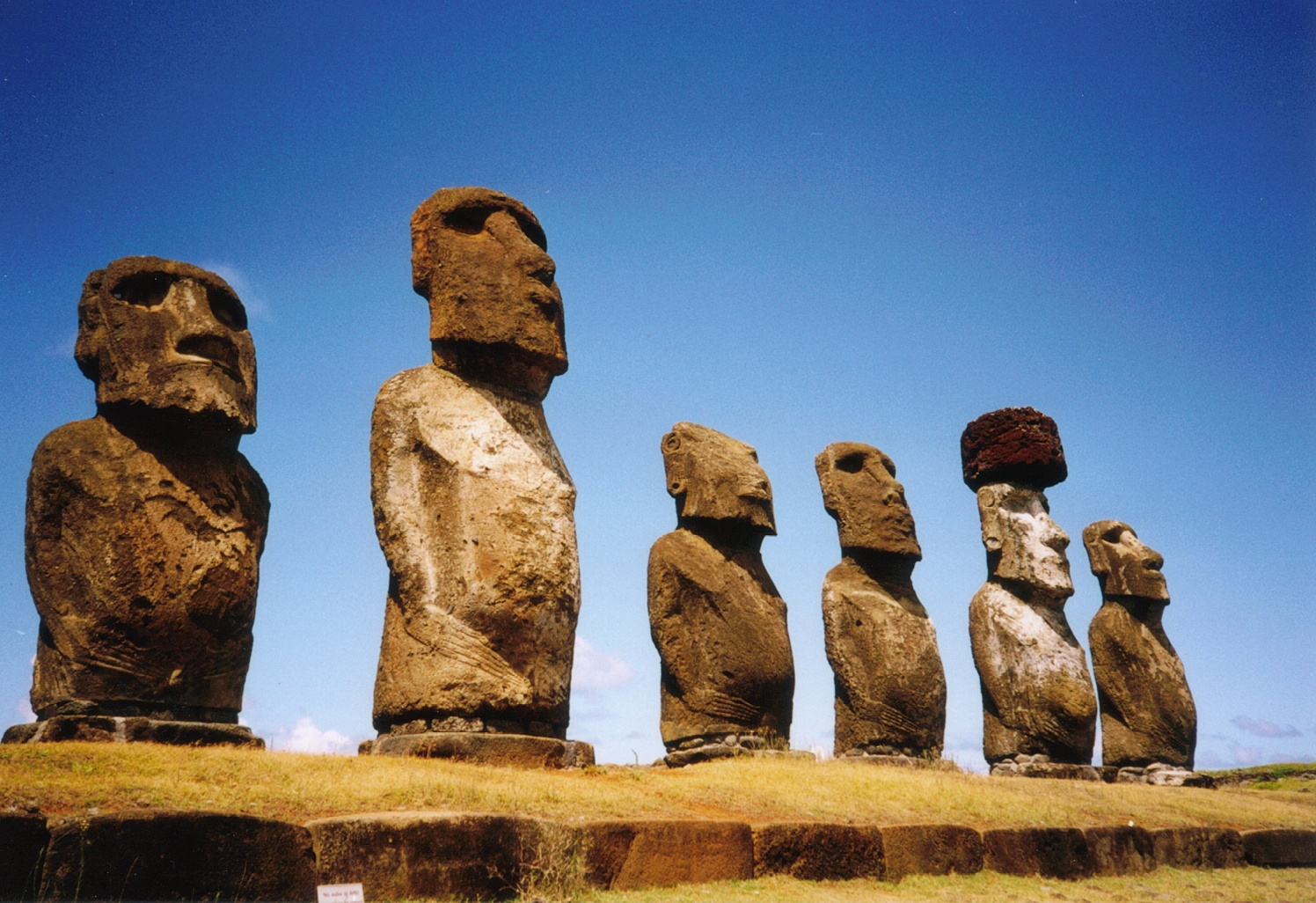
Ahu Tongariki.

#### Reporter-cinéaste
Après avoir réalisé trois courts métrages pour financer son expédition, il arrive en janvier 1959 aux Galápagos où il reste huit mois. À son retour, son reportage photo publié dans Paris Match est un succès, son court métrage sur les parades d'amour des frégates est choisi par René Clair pour accompagner l'un de ses films. En 1960, il présente l'Archipel des Galápagos lors de conférences à Rabat, Salle Pleyel à Paris (dans le cadre de « Connaissance du Monde »), dans plusieurs villes de province et à New York. Il enchaîne désormais expéditions, tournages et reportages photo : les Galápagos (où il retourne deux fois), mais aussi l'Afrique de l'Est, les Seychelles, Madagascar, la Polynésie, l'Amazonie, l'Asie, l'île de Pâques… Il dit lui-même qu'il a fait sept fois le tour du monde.
Convaincu que « l'information sauvera la nature », il multiplie les conférences où ses films remportent un grand succès, écrit des livres dont certains destinés aux enfants, produit des disques de musique et de chants traditionnels. Il intervient à la télévision dans plusieurs magazines dont Le Magazine des explorateurs de Pierre Sabbagh et au journal télévisé avant de produire et présenter son émission Caméra au poing diffusée dans plusieurs pays dont le Canada. De 1978 à 1980, il intervient sur RTL au côté d'Anne-Marie Peysson pour organiser des concours où des classes de collège gagnent des voyages au Kenya, dans les grands parcs de l'ouest américain et aux Galápagos.

#### Ambassadeur de la protection de la nature
Il intervient auprès des gouvernements de Zambie, du Mozambique, d'Équateur, d'Argentine et d'Afrique du Sud afin de créer des réserves et des parcs naturels pour préserver les éléphants, les rhinocéros, les baleines. Avec le WWF dont il est administrateur, comme avec la Fondation Brigitte-Bardot, il lutte contre le trafic des animaux sauvages exterminés pour la fourrure et l'ivoire ou maltraités dans les zoos et les cirques.
L'une de ses dernières interviews (à la fin, elles devenaient très rares) a été accordée, chez lui dans le 14e arrondissement de Paris en octobre 2002, puis au studio vidéo Big Mama à Boulogne-Billancourt (Hauts-de-Seine) en novembre 2002 où il finissait le montage d'un documentaire pour la Fondation Bardot, à Serge Moroy, fondateur d'une revue sur le cinéma argentique éditée par L'ALICC (Agence de Liaison Inter-Collectionneurs du Cinéma) : « Christian Zuber ou le combat par l'image », Infos-Ciné no 53, mars 2003 (4 pages et demi avec photos).

## Vie privée
En 1967, il épouse Nadine Saunier, photographe qui participe désormais à toutes les expéditions avec leurs deux fils, Olivier et Édouard.
En 1987, il épouse Florence Monod,.

## Expéditions
- 1959 – Les Galápagos.
- 1961 – La Corse.
- 1962 – Le Maroc.
- 1963 – Les Galápagos, la République de l'Équateur.
- 1965 – Afrique du Sud, Congo.
- 1966 – Tahiti, Nouvelle-Calédonie.
- 1967 – Canada, Seychelles.
- 1968 – Éthiopie, Kenya.
- 1969 – Canada, Guyane, Israël, Tahiti.
- 1970 – Ceylan, Inde, Kenya.
- 1971 – Grand Cayman, Antilles, Hong Kong, Nouvelle-Calédonie, Israël, Seychelles.
- 1972 – Guyane, Tahiti, Aldabra, Nouvelle-Calédonie.
- 1973 – Antilles, Guyane, Kenya, Malaisie, Bornéo, Singapour.
- 1974 – Gabon, Galápagos.
- 1975 – Afrique du Sud
- 1976 – Floride, Trinité, Réunion, Madagascar, Maurice, Tromelin.
- 1978 – Ceylan, Malte, Trinité.
- 1979 – Île de Pâques, Kenya.
- 1981 – Kenya
- 1982 – Nouvelle-Calédonie

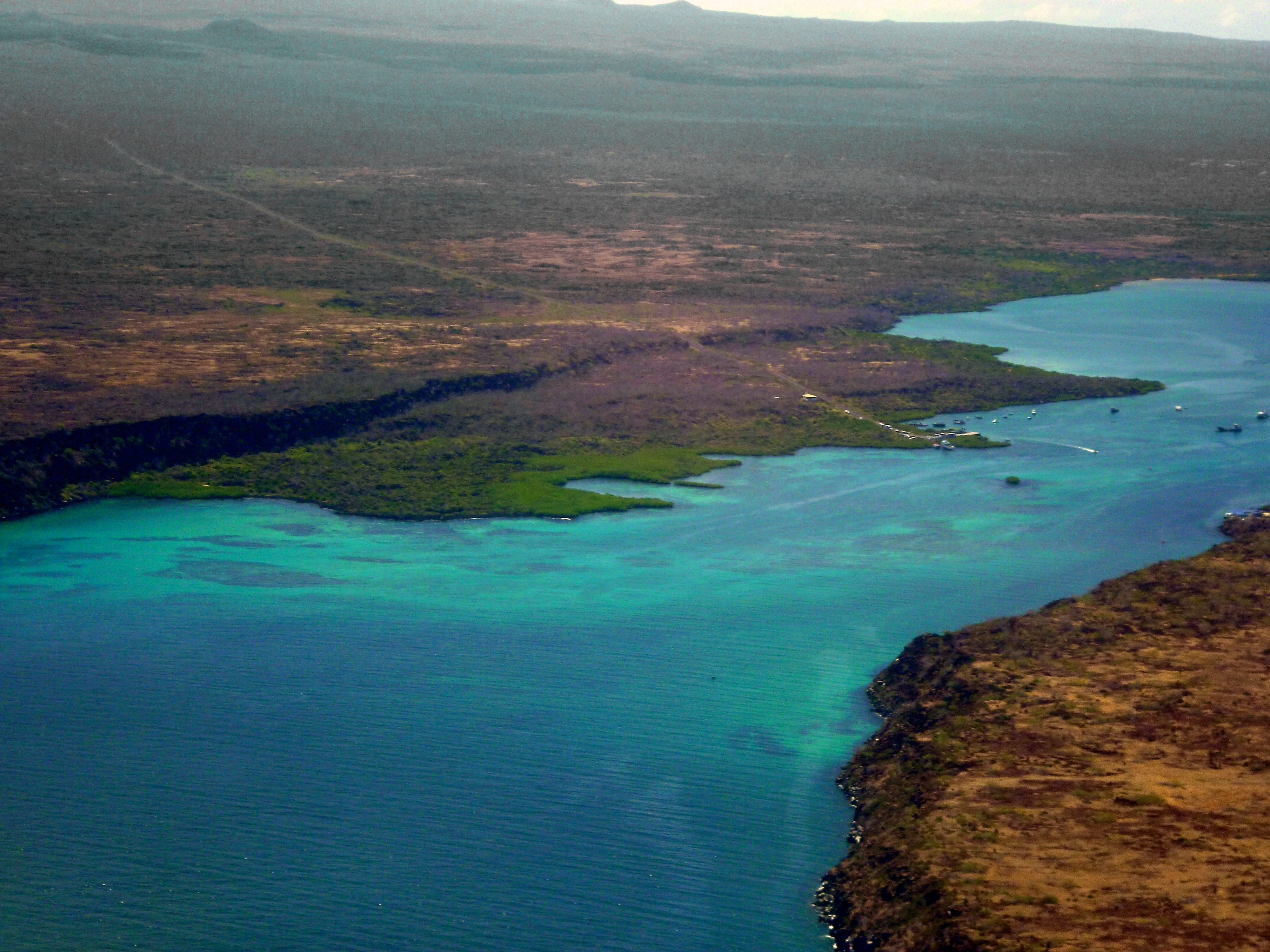
Île Santa Cruz (Galápagos).
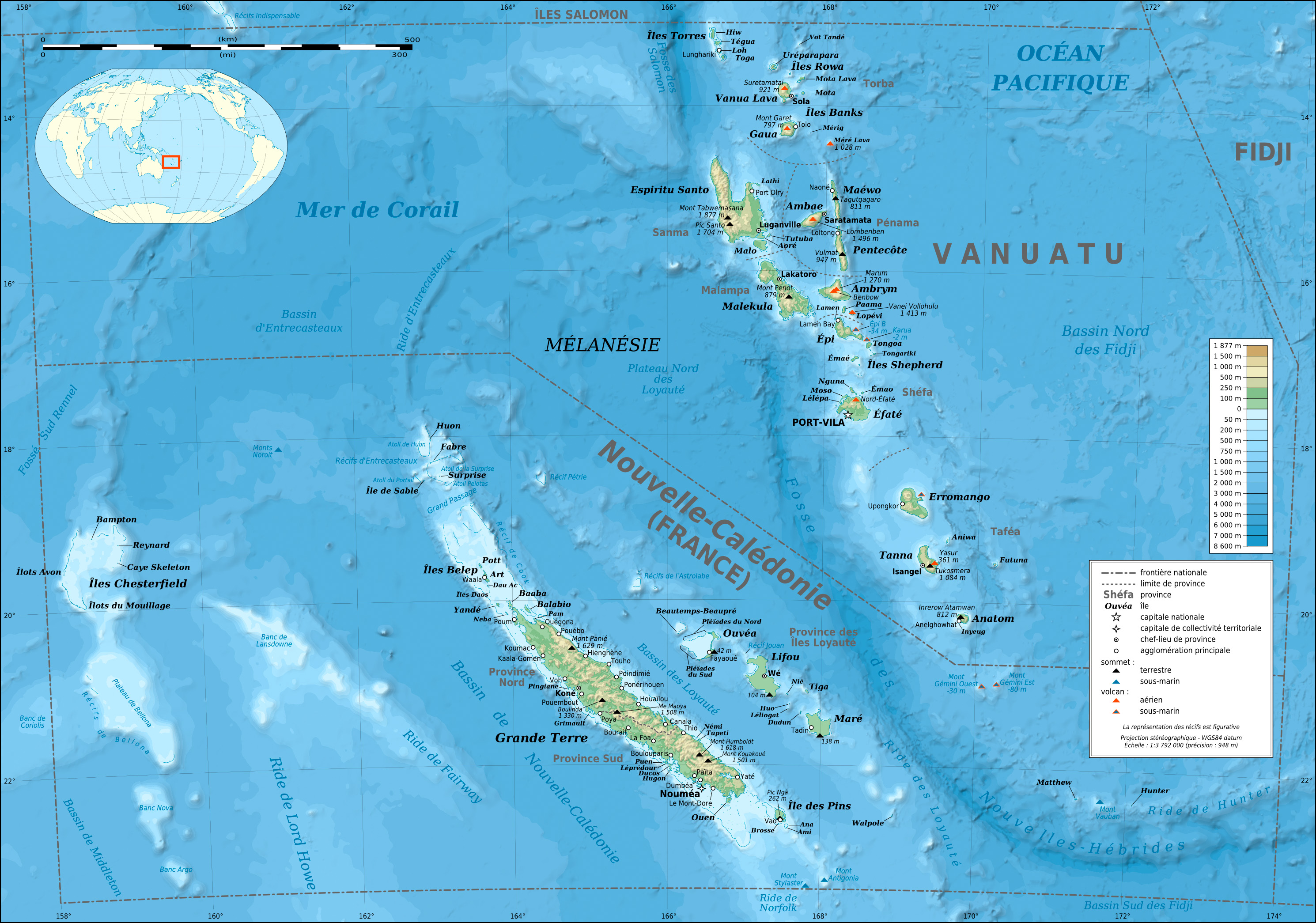
Carte bathymétrique et topographique de Nouvelle-Calédonie et Vanuatu.

## Filmographie
Avec sa caméra au poing, Christian Zuber a parcouru le Monde, du Maroc et de la France jusqu'à la lointaine Ile de Pâques.
- 1957 – Courts métrages : Caméléons, Bachis blancs (scouts marins).
- 1958 – Court métrage : L'Alsace 13 ans après.
- 1959 – Archipel des Galápagos.
- 1961 – Trésors de la Corse.
- 1962 – Courts métrages : Arrêtez le massacre, Starlette, La peau au soleil.
- 1963 – Paradis des bêtes - Grand prix de la mer.
- 1965 – Le grand safari.
- 1969 – Laissez-les vivre ! - Trois médailles d'or aux festivals de Gijon, Trente et Venise.
- 1971 – Les princes de la jungle.
- 1972 – Tahiti, les plus belles îles du monde.
- 1973 – Fantastique Afrique.
- 1974 – L' Arche de Noé.
- 1977 – Caméra au poing aux Galápagos.
- 1980 – Les mystères de l'île de Pâques
- 1986 – Venez voir le Maroc
- 1993 – Venez voir l'Espagne[10]
- 2017 – Galápagos III, un film inédit de 68 minutes tourné lors de sa seconde expédition aux Galápagos, et présenté pour la première fois le 17 mars 2017 au 25e Festival du film environnemental de Washington DC (DCEFF), États-Unis, par l'Institut national de l'audiovisuel et Kino Productions[11].

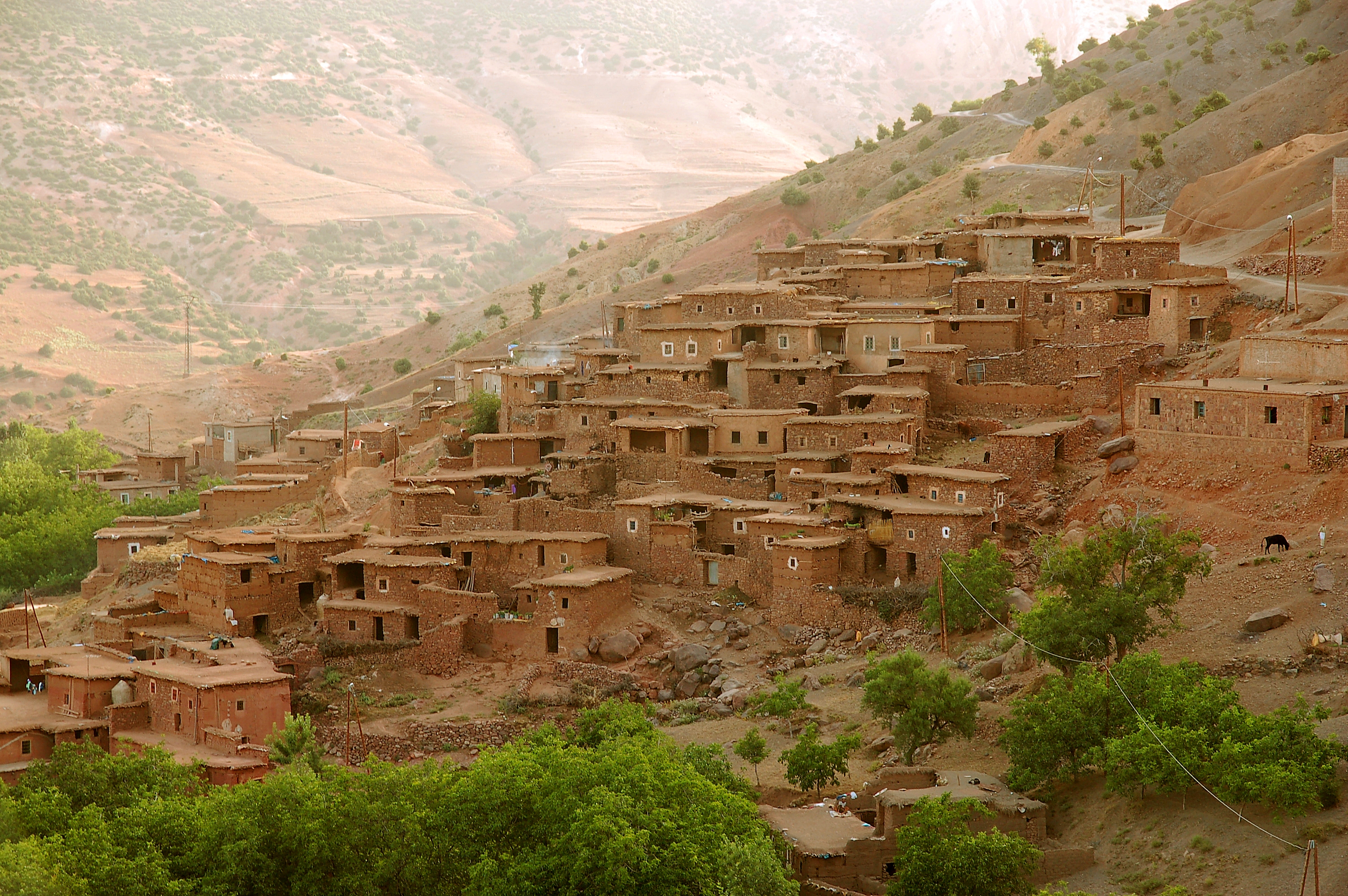
Imlil, Maroc.

## Publications
Chaque expédition donnera lieu à la publication d'un ou plusieurs ouvrages.
- Archipel des Galapagos, Robert Laffont, 1961
- Paradis des bêtes, Robert Laffont, 1964
- Trésor de la Corse, Galapagos Films, 1965
- Le grand safari, Presses de la Cité, 1966
- Caméra au poing du Kenya aux Seychelles, Presses de la Cité, 1969
- Laissez-les vivre, Rouge et Or, 1970
- Galapagos, Presses de la Cité, 1971
- Le petit prince des Îles Seychelles, Rouge et Or, 1971
- Safari à Thoiry, Rouge et Or, 1971
- Trésors vivants, Arthaud, 1971
- Le petit prince de Sri Lanka, Rouge et Or, 1973
- L'arche de Noé : caméra au poing, dans le monde des animaux menacés, Paris, Flammarion, 1974, 294 p. (ISBN 2-08-200424-4)
- Tahiti et les plus belles îles du monde, Presses de la Cité, 1974
- Le petit prince des Galapagos, Rouge et Or, 1975
- Aux îles Galapagos, Paris, Flammarion, 1976, 95 p. (ISBN 2-08-201250-6)
- Les grands singes, Paris, Flammarion, 1977, 303 p. (ISBN 2-08-200437-6)
- Les oiseaux du ciel, Gif-sur-Yvette/Paris, René Moser, 1978, 192 p. (ISBN 2-902906-01-3)
- Protégeons les animaux, Rouge et Or, 1978
- Vivre pour les animaux, Robert Laffont, 1978
- La petite princesse de l'Ile de Pâques, Presses de la Cité, 1980
- L'Ile de Pâques, Galapagos Films, 1980
- Les mystères de l'Ile de Pâques, René Moser, 1981
- Venez voir le Maroc, Galapagos Films, 1987
- Le roi des éléphants, Éditions de Fallois, 2000
- Venez voir l'Espagne, Galapagos Films
- Barbade, Delroisse
- Ceylan, Delroisse
- Malte, Delroisse
- Les animaux de France, Éditions Fox
- Mes amis les animaux, Rouge et Or

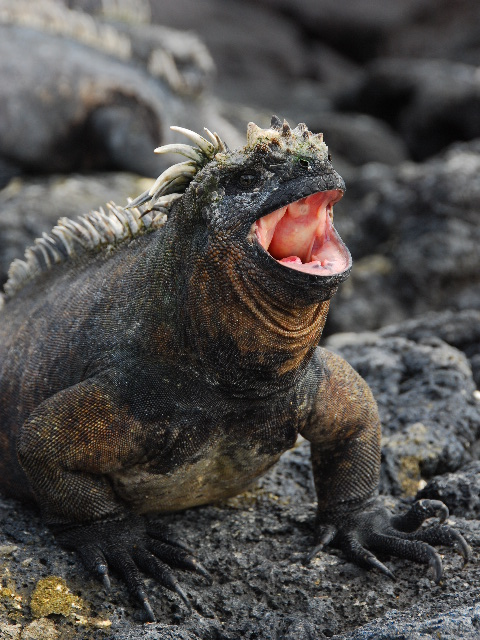
Iguane marin gras, bouche grande ouverte !

## Récompenses et hommages
- Médaille d'or du Festival de Venise (1969), du festival de Trente (1969), du Festival des enfants de Téhéran (1969) et du Festival de Giron (1969).
- Prix Grammont (1970).
- Prix des Voyages (1972).
- Lauréat de l'Académie des sports (1975)[12].
- Le nom de l'école maternelle Christian-Zuber à Mulhouse lui rend hommage[13].
- L'astéroïde de la ceinture principale Christian Zuber a été nommé en son honneur.

## Sources